# Michal Šmíd
Michal Šmíd (20 ottobre 1986) è un ex calciatore ceco, di ruolo difensore.

## Caratteristiche tecniche
Difensore centrale, può giocare anche come terzino sinistro.